# Chad Michael Collins
Chad Michael Collins (ur. 22 września 1979 w Albany) – amerykański aktor filmowy i telewizyjny.

## Życiorys
Urodził się w Albany w Nowym Jorku. Dorastał na farmie na wsi Canajoharie, w stanie Nowy Jork, gdzie specjalizował się w sporcie i interesował się komiksami. Studiował dziennikarstwo w Ithaca College, a następnie przeniósł się do Kalifornii, aby pracować w firmie public relations. Choć nigdy nie zamierzał pracować w Hollywood, łowca talentów zachęcił go do rozpoczęcia potencjalnej kariery aktorskiej. 
Debiutował na ekranie rolą studenta archeologii Cartera w dreszczowcu Legion śmierci (Legion of the Dead, 2005) u boku Bruce’a Boxleitnera i Zacha Galligana. Wystąpił jako sierżant Brandon Beckett, syn legendarnego snajpera Thomasa Becketta (Tom Berenger) w pięciu filmach sensacyjnych: Snajper: Kolejne starcie (Sniper Reloaded, 2011), Snajper: Dziedzictwo (Sniper: Legacy, 2014), Snajper: Niewidzialny zabójca (Sniper: Ghost Shooter, 2016), Snajper: Ostatni strzał (Sniper: Ultimate Kill, 2017) i Snajper: Koniec zabójcy (Sniper: Assassin’s End, 2020). W komedii RockBarnes: The Emperor in You (2013) pojawił się jako gej Theodore, przygnębiony konsultant i asystent motywacyjnego mówcy Rocka Barnesa.

## Wybrana filmografia

### Filmy fabularne
- 2006: Kartka świąteczna (TV) jako Lewis
- 2008: Kamienny potwór jako Jason
- 2013: Company of Heroes: Oddział bohaterów jako Nate Burrows

### Seriale telewizyjne
- 2008–2009: Greek jako brat Lambda Sig / Tim
- 2010: CSI: Kryminalne zagadki Nowego Jorku jako oficer Giles
- 2011: Agenci NCIS jako oficer Simon Craig
- 2011: CSI: Kryminalne zagadki Miami jako Logan Shepherd
- 2011: 90210 jako oficer Atwood
- 2011: Iluminacja jako Will
- 2012: Dwie spłukane dziewczyny jako Zeke Zand
- 2012: Mroczne zagadki Los Angeles jako Greg Miller
- 2012: Last Resort jako Redman
- 2013: Dawno, dawno temu jako Gerhardt Frankenstein
- 2014: Agenci NCIS: Nowy Orlean jako pułkownik Val „Gator” Franco
- 2014: Kości jako Travis Leete